# Henrietta Rénard
Anna Katarzyna (Henrietta) Rénard (ur. 1685, zm. 26 maja 1721 w Warszawie) – córka kupca Andreasa Rénarda, kochanka króla polskiego Augusta II Mocnego i matka jego córki Anny Orzelskiej.

## Życiorys

### Pochodzenie
Anna Katarzyna Rénard, występująca w źródłach częściej jako Henrietta, pochodziła z francuskiego rodu Rénardów, który przybył do Warszawy najprawdopodobniej z Hamburga, gdzie przodkowie Rénardówny zajmowali się handlem. Jej ojciec, Andreas Rénard, pojawia się w dokumentach z 1693 i 1698 jako kupiec. Jego żoną była prawdopodobnie Theresa von Waldstein, jednak część badaczy uważa ją za synową Andreasa. Henrietta Rénard miała dwóch braci: Jana Baptystę, który został pułkownikiem wojsk saskich oraz Benedykta, architekta.

### Związek z Augustem II
Pod koniec 1701 lub 1706 Henrietta poznała elektora saskiego i króla polskiego, Augusta II Mocnego. Według La Saxe Galante Karla Ludwiga von Pöllnitza, Henrietta zwróciła uwagę króla swoją nieprzeciętną urodą i wkrótce została jego kochanką. Latem 1702 lub 26 listopada 1707 urodziła królowi nieślubną córkę Annę Katarzynę. Związek Rénardówny z królem zakończył się wkrótce po narodzinach Anny Katarzyny. Zdaniem von Pöllnitza powodem rozstania była zazdrość oficjalnej metresy królewskiej, Anny Konstancji Cosel. Romans Henrietty z Augustem II Mocnym pozwolił jej rodzinie na zdobycie tytułów i majątków w Rzeczypospolitej.

### Dalsze losy
W trakcie związku z Augustem II Mocnym Henrietta Rénard była już najprawdopodobniej zamężna z warszawskim handlarzem win, Franciszkiem Drianem. Pierwszy mąż Henrietty zmarł przed 1716, prawdopodobnie w czasie panującej w latach 1708–1712 epidemii dżumy. W 1716 Henrietta Drian wyszła powtórnie za mąż. Jej drugi mąż, Klaudiusz Henryk de Morel de Carrieres był od 1705 pułkownikiem w armii księcia Siedmiogrodu Franciszka II Rakoczego. Po ślubie z Henriettą otrzymał od króla Augusta II stanowisko nadzorcy łazienki w Parku Ujazdowskim, będącym wówczas własnością rodu Lubomirskich. Mąż Rénardówny zmarł przed 6 czerwca 1720. 6 czerwca 1720 Henrietta wraz z braćmi Janem Baptystą i Benedyktem oraz dziećmi Jana zostali mianowani przez króla polskiego baronami. Anna Katarzyna (Henrietta) Rénard zmarła 26 maja 1721 i została pochowana 29 maja 1721 w kościele św. Jana Chrzciciela w Warszawie przy wielkim ołtarzu od strony zakrystii. 
19 września 1724 nieślubna córka Henrietty, Anna Katarzyna została uznana przez króla Augusta i otrzymała tytuł hrabiny Orzelskiej. 30 sierpnia 1730 poślubiła księcia Szlezwiku-Holsztyna-Sønderborg-Beck Karola Ludwika Fryderyka, z którym po trzech latach się rozwiodła.